# Museo Histórico Regional "Egisto Ratti"
El Museo Histórico Regional "Egisto Ratti" es el museo de Historia de Necochea, Quequén y localidades aledañas del sudeste de la Provincia de Buenos Aires, Argentina. Depende del Área de Museos de la  municipalidad de Necochea e incluye al Archivo Histórico de la ciudad.

## Historia
El Museo fue creado en octubre de 1970 mediante el decreto municipal 576 y tuvo como primer director a Egisto Ratti, en cuyo honor la institución lleva su nombre. Inicialmente estuvo emplazado dentro de las instalaciones del Palacio Municipal.
Durante sus primeros años, la dirección del Museo pidió a la población local donaciones de objetos y documentos históricos para crear la colección, así como mobiliario para exhibirla. La cantidad de visitantes fue en aumento, hasta atravesar la línea de las 10.000 personas en 1975.
En 1977, el edificio municipal fue demolido para la construcción del nuevo registro civil, de modo que el museo perdió su espacio. Esta situación perduró hasta el primero de abril de 1981, cuando se trasladó a lo que fuera parte del casco de la estancia de la familia de Eustoquio Díaz Vélez en el Parque Miguel Lillo. No obstante eso, los años transcurridos sin espacio y con impedimentos administrativos desgastaron a Ratti, quien renunció a la dirección. Luego del alejamiento de Ratti, asumió la dirección María Teresa Quintana de Peralta.
Paulatinamente, se fueron incorporando salas, hasta llegar a las seis que pueden visitarse actualmente.
En 2005 se realiza una importante remodelación en el edificio y se incorpora al Museo el Archivo Histórico municipal.
En 2011, luego de la escisión de la Dirección de Cultura municipal, el Museo de Ciencias Naturales "Dr. José Squadrone" de Necochea y el Histórico Regional pasaron a formar parte del Área de Museos, dependiente de la Dirección General de Educación. Sin embargo, desde el año 2019, el Área de Museos vuelve a depender formalmente de la Dirección General de Cultura perteneciente a la secretaria de Turismo y Desarrollo Productivo de la Municipalidad de Necochea.
Tanto el Museo Histórico Regional "Egisto Ratti" como el Museo de Ciencias Naturales trabajan en vinculación con el Área de Antropología y Arqueología de Necochea. Este espacio institucional se creó formalmente en el 2000, aunque se deriva de las iniciativas e investigaciones llevadas a cabo por investigadores como Nora Flegenheimer y Ricardo Gichón desde finales de la década de 1980, o el Grupo de Amigos de la Paleontología, la Antropología y la Arqueología de Necochea desde mediados de la década de 1990. El Área de Antropología y Arqueología se gestó como un espacio para la realización de investigaciones en la región y está reconocido como lugar de trabajo para el personal científico dependiente del Consejo Nacional de Investigaciones Científicas y Tecnológicas (CONICET).

### La casona
El edificio, una construcción de estilo colonial del siglo XIX, es parte del patrimonio arquitectónico de la ciudad y, como tal, está protegido por una legislación municipal. Está ubicado en los terrenos que fueron adquiridos por Eustoquio Diaz Vélez en 1822 mediante la Ley de enfiteusis de Bernardino Rivadavia. En la casa donde hoy funciona el Museo se realizaban tareas administrativas. En 1920, Carlos Díaz Vélez -nieto del general Eustoquio Díaz Vélez e hijo de Eustoquio Díaz Vélez (hijo)-, llevó a cabo modificaciones en la propiedad para utilizarla como casa de veraneo.
Durante el gobierno de Juan Domingo Perón la casa fue expropiada y convertida en sede del Ministerio de Asuntos Agrarios de la Provincia de Buenos Aires. En 1977 la casona pasó a la esfera municipal y allí funcionó parte de la División de Parques de Necochea hasta 1980, cuando se instaló el Museo Histórico Regional "Egisto Ratti".

## Salas y colecciones

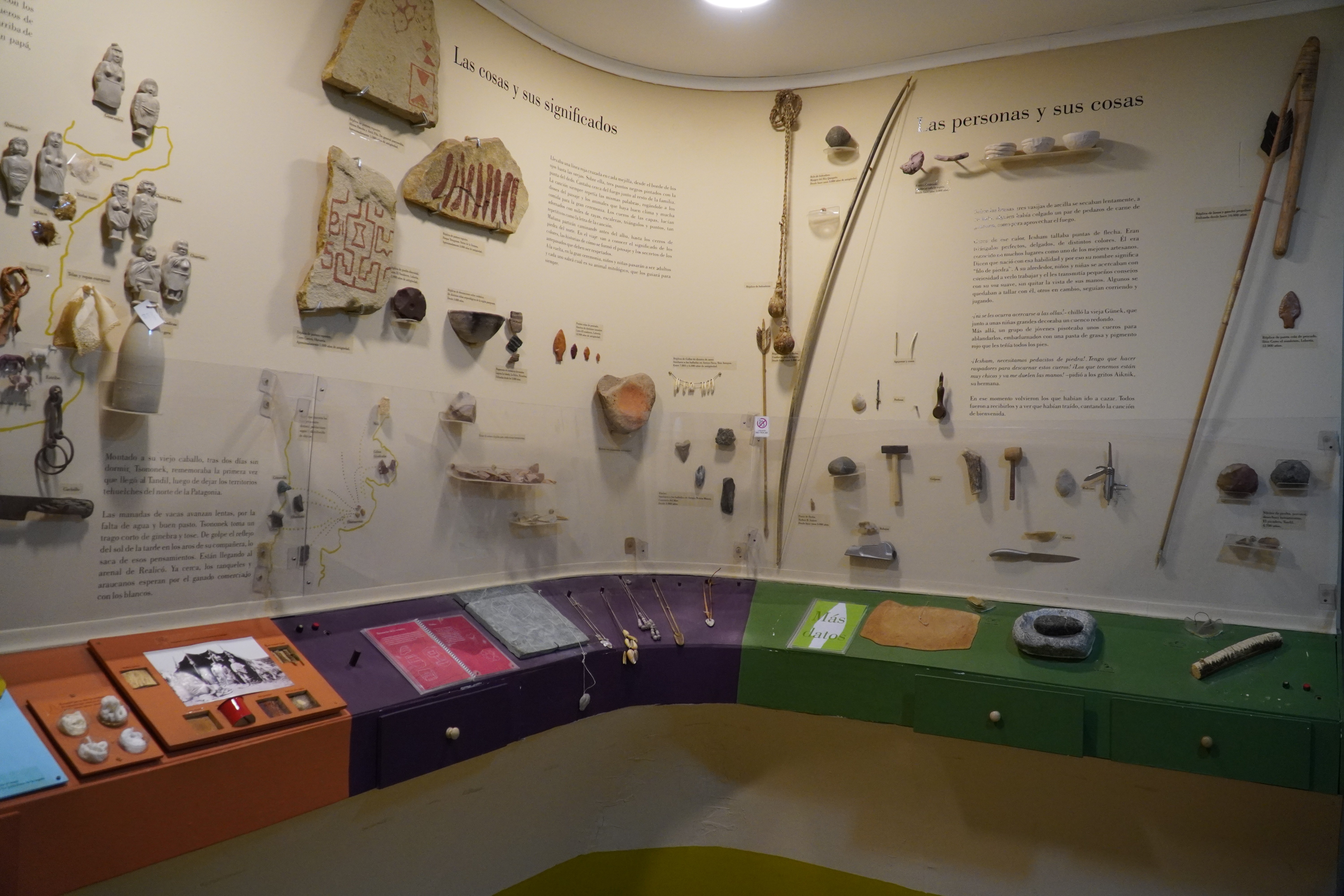
"Sala del Poblamiento Indígena en la Región Pampeana".

El museo cuenta con seis salas ubicadas en lo que fueron las habitaciones de la antigua casona, cada una tenía muestras permanentes que hace algunos años fueron modificadas. Además, en los pasillos se instalan muestras temporales.
Las salas antiguas eran la "Sala de los Fundadores", "Sala de los Gauchos", "Sala Anasagasti", "Sala de la Mujer", "Sala Almirante Brown", una reproducción de un baño antiguo y la "Sala del turismo". En una revisión y actualización del guion del Museo desde una perspectiva de género que se gestó desde 2015, se modificó la óptica desde la que se relata la historia local, visibilizando a las mujeres tanto en los objetos como en las infografías y las escenas.

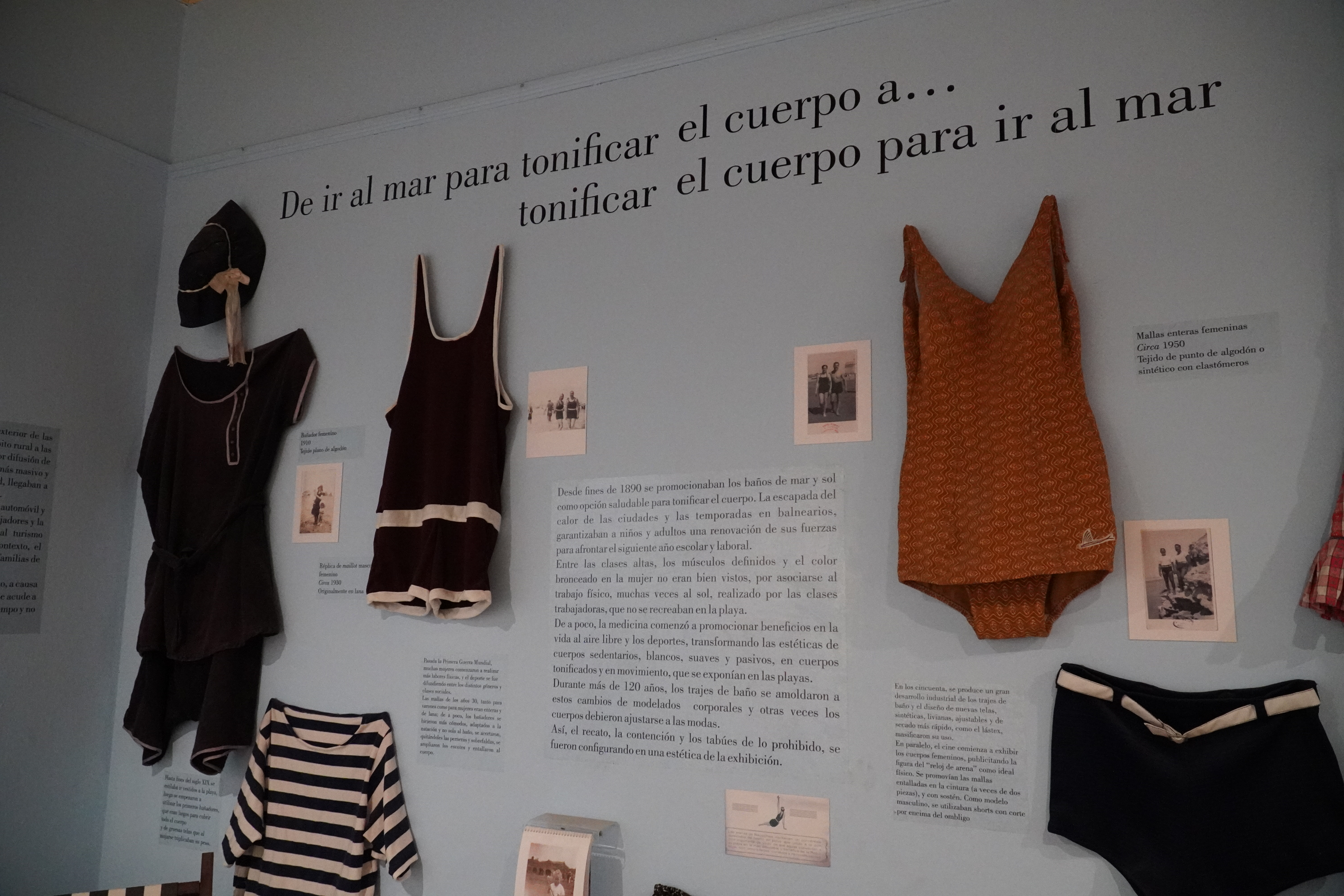
Muestra de la "Sala de la Playa".

Luego de esta revisión, las salas se denominan "Sala de la Vida Rural", "Sala del Puerto y la Pesca", "Sala del Poblamiento Indígena en la Región Pampeana" (en esta sala pueden verse ejemplares de puntas cola de pescado), "Sala de la Playa" y Sala "El Juego en las infancias".